# Thomas Ross (Journalist)
Thomas Ross (* 3. Juni 1927 in Berlin; † 30. März 2007 in Innsbruck) war ein deutscher Wirtschaftsprüfer und Journalist.

## Leben
Seine Jugend verbrachte der gebürtige Berliner Thomas Ross in Niederösterreich und studierte bis 1950 in Wien Kunstgeschichte. Nach Anfängen im Verlagswesen war er als Wirtschaftsprüfer tätig, ehe er nach Jahren bei der Wiener Presse im Jahr 1965 Auslandskorrespondent der Frankfurter Allgemeinen Zeitung, wurde. Er berichtete zunächst als Balkankorrespondent von Belgrad aus, von 1967 bis 1973 von Tokio aus über Ostasien. Nach einigen Jahren in der Frankfurter Zentrale schrieb er aus New Delhi über Südasien, anschließend von Limassol in Zypern aus über die Ereignisse im Nahen Osten, vor allem über den gerade einsetzenden Libanonkrieg.
Seit seinem Ruhestand im Jahr 1992 lebte Ross am Gardasee.
Ross galt als „hochgebildeter und (mit seinen Romanen und Reportage-Büchern) literarisch versierter Lehrmeister“ gerade der jüngeren Journalistengeneration bei der FAZ.

## Veröffentlichungen (in Auswahl)
- Osteuropa kehrt zurück (1965)
- Indien – Bilder aus Magie und Asche (1990)
- Der Tod des heiligen Baumes. Bericht aus dem innersten Indien (1991) – Weitsichtige Reportage über die maoistische Bewegung der Naxaliten im Osten Indiens.